# Siringa (attrezzo culinario)

Siringa da pasticciere (circa 1930)

La siringa da pasticciere è un attrezzo culinario.

## Descrizione
Di aspetto simile a una siringa per iniezioni, ma di proporzioni ben maggiori, vi viene inserito un composto morbido che viene spremuto fuori grazie allo stantuffo; termina con una bocchetta intercambiabile dal taglio variabile: a stella, a mezzaluna, piatta, allungata e sottile o tonda liscia; questa incide l'impasto che le passa attraverso contribuendo all'effetto decorativo.

## Utilizzo
Viene utilizzata tanto nel salato quanto nel dolce per riempire piccole preparazioni come i bignè e per decorare con salse, burri aromatizzati, purè di patate o con creme dolci, venendo usata anche per dare la forma a piccole preparazioni di pasticceria come biscotti, meringhe, pasticcini; molti cuochi alla siringa preferiscono la tasca da pasticciere (sac à poche), attrezzo dalla funzione analoga, ma formato da una sacca morbida, perché più semplice da riempire grazie all'ampia apertura opposta alla bocchetta e perché più maneggevole.